# Symboles magiques islandais
 (juin 2021).
Si vous disposez d'ouvrages ou d'articles de référence ou si vous connaissez des sites web de qualité traitant du thème abordé ici, merci de compléter l'article en donnant les références utiles à sa vérifiabilité et en les liant à la section « Notes et références ».
En Islande médiévale, les gens avaient recours à la magie par des symboles magiques, dont certains provenaient des runes.

## Provenance
Ces symboles proviennent de grimoires islandais du XVIIe siècle comme le Galdrabók, ou plus récents, mais les signes étaient possiblement utilisés bien avant cette période.

## Tableau des symboles
| Nom                           | Description | Image |
| ----------------------------- | --- | ----- |
| Að fá stúlku                  | Pour gagner l'amour d'une fille.                                                                                         |       |
| Ægishjálmur                   | Pour l'invincibilité en bataille et pour la protection.                                                                  |       |
| Angurgapi                     | Gravé sur des tonneaux. Utilisation pas certaine, mais doté d'un immense pouvoir                                         |       |
| Brýnslustafir                 | Pour aiguiser. |       |
| Draumstafir                   | Pour rêver de ce que notre cœur désire.                                                                                  |       |
| Dreprún                       | Pour tuer le bétail d'un ennemi                                                                                          |       |
| Feingur                       | Pour faire tomber une femme enceinte                                                                                     |       |
| Gapaldur                      | Deux symboles pour la glíma ; gapaldur sous le talon du pied droit, ginfaxi sous les orteils du pied gauche              |       |
| Ginfaxi                       | Deux symboles pour la glíma ; gapaldur sous le talon du pied droit, ginfaxi sous les orteils du pied gauche              |       |
| Hólastafur                    | Pour ouvrir des collines et pour briser des pierres.                                                                     |       |
| Kaupaloki                     | Pour le commerce et le travail.                                                                                          |       |
| Lásabrjótur                   | Pour briser une serrure.                                                                                                 |       |
| Máladeilan                    | Pour gagner au tribunal                                                                                                  |       |
| Nábrókarstafur                | Pour fabriquer des pantalons avec la peau d'un homme mort (Nábrók), et dont des pièces d'or tomberaient dans le scrotum. |       |
| Óttastafur                    | Pour faire peur à un ennemi.                                                                                             |       |
| Rosahringur minni             | Pour de la protection.                                                                                                   |       |
| Smjörhnútur                   | Pour transformer le beurre des tilberi.                                                                                  |       |
| Stafur gegn galdri            | Symbole contre la magie                                                                                                  |       |
| Stafur til að vekja upp draug | Pour invoquer des esprits et des fantômes.                                                                               |       |
| Þjófastafur                   | Contre les voleurs |       |
| Tóustefna                     | Pour éloigner les renards                                                                                                |       |
| Varnarstafur Valdemars        | Le symbole de protection de Valdemar.                                                                                    |       |
| Vatnahlífir                   | Protection contre l'eau, pour ne pas se noyer.                                                                           |       |
| Vegvísir                      | Pour guider les voyageurs par mauvais temps.                                                                             |       |
| Veiðistafur                   | Pour avoir une bonne pêche.                                                                                              |       |